# 1900 en photographie
| Années de la photographie : 1897 - 1898 - 1899 - 1900 - 1901 - 1902 - 1903    |
| Décennies de la photographie : 1870 - 1880 - 1890 - 1900 - 1910 - 1920 - 1930 |

Cet article présente les faits marquants de l'année 1900 en photographie.

## Événements
- février : la firme Eastman Kodak commercialise les Brownie, une série d’appareils photographiques simples et bon marché, constitués d’un boîtier en carton et d’un objectif à ménisque, au prix de un dollar ; ils deviennent très populaires.
- Fondation de l'Académie d'État de la photographie de Munich.
- Alice Guy tourne un film muet de 1 minute : Chez le photographe.

## Photographies notables
- novembre : le mensuel anglais The Strand Magazine publie plusieurs photographies de la surface de la Lune prises par l'astronome Charles Le Morvan avec la grande lunette de l'exposition universelle de Paris 1900.

## Livres de photographies
- * (en) Max Ferrars et Bertha Ferrars, Burma, Londres, Sampson Low, Marston & Co, 1900, XII-237 p. (lire en ligne) : Max Ferrars, officier colonial britannique en Birmanie britannique, propose, avec femme Bertha comme co-auteure, une étude ethnologique et photographique, illustrée de photographies, de la culture et de la société birmane.

## Études, essais, articles
- Louis Boutan, La Photographie sous-marine et les progrès de la photographie, Paris, Schleicher frères, VI-332 p. (lire en ligne).
- Esthétique de la photographie, Paris, Photo-club de Paris, 6-96-6 p. : réunit des textes de Maurice Bucquet, Robert Demachy, Constant Puyo et Étienne Wallon.

## Expositions
- 14 avril-12 novembre : à l'Exposition universelle à Paris, la photographie se voit refuser une place dans la section Beaux-arts et reste cantonnée à la section « Instruments et procédés généraux des lettres, des sciences et des arts »[1],[2]. Les photographes américaines Zaida Ben-Yusuf et Frances Benjamin Johnston y organisent une exposition consacrée aux femmes photographes américaines[3] ; l'Exposition comprend aussi une Exposition des Noirs d'Amérique dans laquelle les photographies des étudiants noirs de Frances Benjamin Johnston à l'Institut Hampton sont présentées[4].
- 10 octobre - 8 novembre : le photographe américain Fred Holland Day, secondé par Edward Steichen, organise à la Royal Photographic Society à Londres l'exposition New School of American Photography, qui présente 375 photographies de 42 photographes[5].

## Festivals et congrès photographiques
- 1er - 3 juin : 1er congrès national de la photographie professionnelle, Paris, Conservatoire national des arts et métiers et Université de la Sorbonne[6].
- juillet : 3e Congrès international de photographie, Paris, dans le cadre de l’Exposition universelle[1],[7].

## Prix et récompenses
- Le Mammouth, le plus gros appareil photographique jamais construit, conçu à Chicago par George Raymond Lawrence pour une société ferroviaire, reçoit le Grand Prix mondial à l'Exposition universelle de Paris.
- Médaille du progrès de la Royal Photographic Society : Louis Ducos du Hauron.

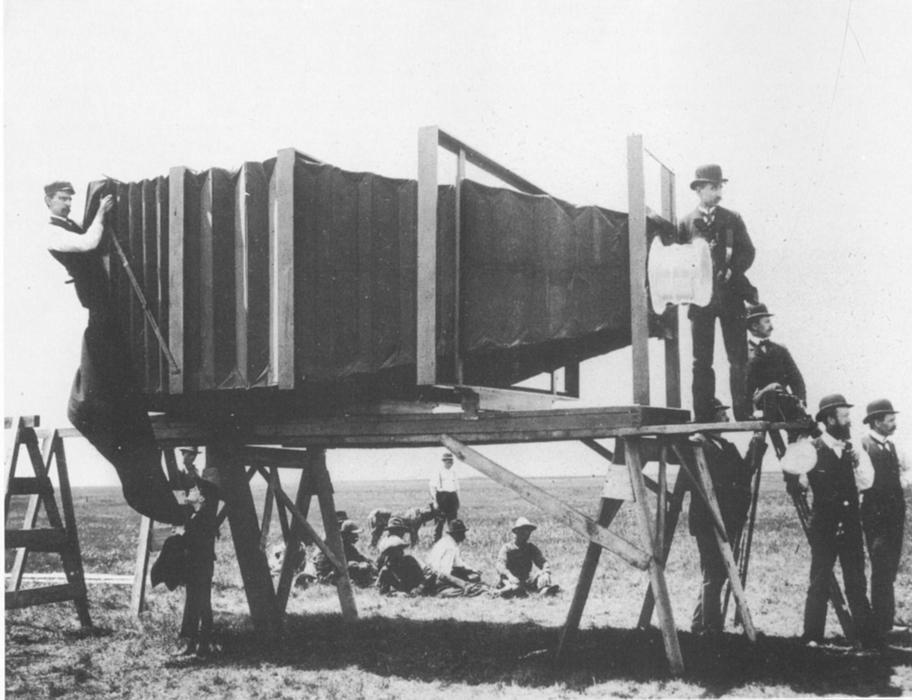
Le Mammouth.

## Naissances
- 13 janvier : Manshichi Sakamoto, photographe japonais, mort le 19 avril 1974.
- 22 janvier : Karel Hájek, photo-journaliste tchécoslovaque, mort le 31 mars 1978.
- 24 janvier : Tomio Kondō, photographe japonais, mort le 15 novembre 1957.
- 26 janvier : Yva, photographe allemande, morte en 1942.
- 6 février : Aurel Bauh, photographe roumain, actif à Paris et à Bucarest, mort le 20 novembre 1964.
- 11 février : Rudolf Kohn, photographe tchécoslovaque, mort en 1942.
- 17 février : Roger Henrard, photographe français, spécialisé en photographie aérienne, mort le 26 juin 1975.
- 5 avril : Herbert Bayer, typographe, designer et photographe américain d'origine autrichienne, mort le 30 septembre 1985.
- 13 avril : Pierre Molinier, peintre et photographe français, mort le 3 mars 1976.
- 27 mai : Leopold Godowsky, chimiste américain, inventeur du premier film inversible, le Kodachrome, mort le 18 février 1983.
- 30 mai : Léo Durupt, photographe français, mort le 11 décembre 1966.
- 28 juin : 
  - Curt Götlin, photographe suédois, mort le 15 mars 1993.
  - Kinsuke Shimada, photographe japonais, mort le 30 juin 1994.
- 8 juillet : Barbara Morgan, photographe américaine travaillant sur le thème de la danse moderne, cofondatrice de la revue photographique Aperture, morte le 17 août 1992.
- 15 juillet : Hans Casparius, photographe et directeur de la photographie  allemand, mort le 16 mai 1986.
- 24 juillet : Peter Reijnders, photographe, réalisateur et inventeur néerlandais, mort le 29 décembre 1974.
- 10 août : Rogi André, photographe portraitiste et peintre hongroise naturalisée française, morte le 11 avril 1970.
- 4 septembre : George Hoyningen-Huene, photographe de mode américain, mort le 12 septembre 1968.
- 2 octobre : Arvid Gutschow, photographe allemand, mort le 14 mai 1984.
- 14 octobre : Roland Penrose, peintre, photographe et poète britannique, mort le 23 avril 1984.
- 20 octobre : Georg Pahl, photographe de presse et journaliste allemand, mort le 13 mai 1963.
- 25 novembre : Sonya Noskowiak, photographe américaine, morte le 28 avril 1975.
- 5 décembre : Terushichi Hirai, photographe japonais, mort le 11 décembre 1970.
- 20 décembre : Cosette Harcourt, photographe française, un des fondatrices du Studio Harcourt, morte le 11 février 1976.
- 22 décembre : Marc Allégret, réalisateur et photographe français, mort le 3 novembre 1973.
- Date précise inconnue ou non renseignée :
  - Antonio Arissa, photographe espagnol, mort en 1980.
  - Narutoshi Furukawa, photographe japonais, mort en 1996.
  - Rafael Molins Marcet, photographe espagnol, mort en 1993.
  - Nobuko Tsuchiura, photographe japonaise, mort en 1998.
  - Gueorgui Zimine, photographe russe, mort en 1985.

## Décès
- 3 février : Elizabeth Pulman, photographe néo-zélandaise, née le 1er août 1836.
- 11 février : Andreas Fedor Jagor, ethnologue et explorateur prussien en Asie, qui a légué sa collection de photographies ethnographiques au Musée ethnologique de Berlin, né le 30 novembre 1816.
- 16 février : Aimé Dupont, photographe et sculpteur belge, né en 1842.
- 10 avril : Alexandre Quinet, photographe français, né le 3 septembre 1836.
- 22 avril : Auguste-Rosalie Bisson, photographe français, né le 1er mai 1826.
- 13 juin : René Dagron, photographe et inventeur français, né le 17 mars 1819.
- 14 juin : Johann Linck (de), photographe suisse, fondateur de la dynastie de photographes Linck active de 1863 à 1964, né le 23 février 1841[8].
- 12 septembre : Arsène Garnier, photographe français, actif à Guernesey, né le 23 août 1822.
- 31 octobre : Eugène Cuvelier, photographe français, mort le 6 avril 1837.
- 7 décembre : Paul-Émile Miot, officier de marine et photographe français, né le 11 février 1827.
- Date précise inconnue ou non renseignée :
  - Shima Ryū, photographe japonaise, née en 1823.

## Célébrations
Centenaire de naissance
- Eugène Durieu
- William Henry Fox Talbot
- Louis Adolphe Humbert de Molard
- Benito R. de Monfort